# جان ديفيد بابا
جان ديفيد بابا (بالفرنسية: Jean David Baba)‏ هو سياسي مدغشقري، ولد في 26 فبراير 1971. نشط حزبياً في Tiako i Madagasikara ‏. وقد انتخب عضو الجمعية الوطنية في مدغشقر.